# اندیس شمس‌آباد ۱
شمس‌آباد ۱ یک اندیس فلزی است که در حوالی شهر ورچه استان مرکزی قرار دارد و مادهٔ معدنی موجود در آن، مس است. سنگ میزبان این اندیس آهک است و دیرینگی آن به دوران کرتاسه می‌رسد. در این اندیس، پاراژنز‌های مالاکیت، آزوریت، مگنتیت، هماتیت، لیمونیت یافت می‌شوند.